# Севасти
Севасти (грч. Σεβαστή) је насељено место у општини Катерини у периферији Средишња Македонија, Грчка. Према попису из 2021. године било је 287 становника.
Насеље је подигнуто после 1923, године на месту старог села Арбаути. Насељене су грчке избегличке породице из Турске, којих је на попису из 1928. године било 565.